# Зелімхан Яндарбієв
Зелімха́н Абдулмуслі́мович Яндарбі́єв (чеч. Yandarbín jabdúl-Muslimán khánt Zelímxa, Йандарби́н Ӏабду́л-Муслима́н кӀа́нт Зели́мха; нар. 12 вересня 1952 р. в селі Видріха, Шемонаїхинський район, Казахська РСР — пом. 13 лютого 2004 Доха, Катар) — активний учасник чеченського визвольного руху. У 1996—1997 рр. виконував обов'язки Президента Чеченської республіки Ічкерія. Підірваний разом із сином внаслідок спецоперації російських спецслужб, здійсненої 13 лютого 2004 р. в катарській столиці Доха.
За радянських часів займався літературною діяльністю (вірші, проза, драматургія), продовжив її й після проголошення незалежності ЧРІ. Належав до тейпу Келой

## Біографія
Народився в Казахстані (виходець з тейпа Хал-Келой).
Пізніше повернувся до свого родинного села Старі Атаги у Чечні.
У 17 років почав працювати робітником і муляром.
З 1972 р. служив у радянській армії. Після демобілізації два роки працював помічником бурильника. Одночасно вступив на заочне відділення філософського факультету Чечено-Інгуського державного університету, який закінчив у 1981 р.

### Видавнича і літературна діяльність
Після закінчення університету працював коректором, потім начальником виробничого відділу Чечено-інгуського книжкового видавництва.
У 1985—1986 рр. обіймав посаду голови Комітету пропаганди художньої літератури Спілки письменників СРСР. У часи Перебудови зайнявся суспільно-політичною діяльністю. З 1989 р. працював літературним консультантом Спілки письменників ЧІ АРСР, тоді ж став Головою політичної організації чеченської спілки «Барт» («Злагода»).
В період 1981—1983 видав дві поетичні збірки та повість. Тоді ж став учасником і керівником літературного гуртка «Пхьармат» («Прометей») у Грозному, де писав вірші вже чеченською мовою. У 1984 р. вступив до Спілки письменників ЧІ АРСР, в 1985 р. — до Спілки письменників СРСР. У 1986 р. став головним редактором дитячого журналу «Радуга». У цьому ж році побачила світ збірка його поезій «Зіграйте мелодію» (рос. «Сыграйте мелодию»), а в місцевому драматичному театрі відбулася прем'єра його п'єси «Не приведи, Господи» (рос. «Не приведи Господь»). У 1987—1989 рр. навчався в Москві на Вищих літературних курсах при Літературному інституті імені Горького.
В 1990 р. була опублікована четверта збірка його віршів «Жизнь права». У 1996 у Львові була видана книжка його мемуарів «Чеченія — битва за свободу». В 1997 р. у дагестанському видавництві «Юпітер» вийшла п'ята книжка його поезій «Письмена на грані життя» (чеч. «Зил тІера йозанаш»).
Інші книги Яндарбієва, видані в різні роки, або розміщені в інтернеті: «В передчутті незалежності», «Джихад і проблеми сучасного світу» (Габала, 2000), «Чий Халіфат?» (Габала, 2001), «Справжнє обличчя тероризму» (2003), поетичні збірки «Балада про Джихад» (2003), «Галерея пам'яті» (2004).
Вірші та книги Яндарбієва були перекладені більш ніж 40 мовами.

### Політична діяльність
У травні 1990 р. організував і очолив Вайнахську демократичну партію (ВДП), метою якої було створення незалежної чеченської демократичної держави. Після утворення Загальнонаціонального конгресу чеченського народу в листопаді 1990 р. став заступником Голови виконкому ЗКЧН (головою був обраний Джохар Дудаєв).
У 1991—1993 рр. був депутатом парламенту ЧРІ першого скликання, очолював Комітет зі ЗМІ і свободи слова. Виступав як послідовний і непохитний прихильник незалежності Чечні від Росії.
У 1992 р. очолював делегацію парламенту ЧРІ на переговорах з делегацією Верховної ради РСФСР.
У квітні 1993 р. підтримав рішення Президента Джохара Дудаєва про розпуск парламенту, конституційного суду ЧРІ та Грозненських міських зборів.
17 квітня 1993 р. указом Дудаєва був призначений віцепрезидентом ЧРІ, займався переважно ідеологічними питаннями. На посаді віцепрезидента відвідував Литву та Грузію.
1 жовтня 1993 р. на нього було здійснено замах — коли Яндарбієв виходив з машини біля свого будинку, невідомі випустили в нього дві гранати з підствольного гранатомета, при цьому ніхто не постраждав.

### Перша чеченська війна
Під час Першої чеченської війни брав участь у бойових діях, в середині січня 1995 р. керував обороною центральної частини Грозного.
22 квітня 1996 р., як віцепрезидент ЧРІ, у зв'язку із загибеллю Джохара Дудаєва став виконавцем обов'язків Президента ЧРІ й верховним головнокомандувачем збройними силами ЧРІ.
28 травня 1996 р. очолював чеченську делегацію на переговорах у Москві (російську сторону очолював Борис Єльцин). У результаті переговорів була підписана мирна угода «Про припинення бойових дій у Чечні з 1 червня» (невдовзі угода була порушена). Наступного дня Борис Єльцин виїхав до Чечні, Яндарбієв залишився в Москві. За офіційною російською версією, Яндарбієв залишився далі провадити перемовини. За словами самого Яндарбієва, Єльцин не попередив його про поїздку, залишивши в.о. чеченського президента в Росії як гаранта безпеки:
|  | "Єльцин поїхав до Грозного з передвиборною метою. От якби він мені сказав: "Пане Яндарбієв, ось ми напартолили, так полетімо разом і подивимось". Я б його супроводжував! Нічого не потрібно було боятися! Та ні в кого не вистачило ні духу, ні мізків сказати про таку поїздку. Зробити Зелімхана заручником! Ганьба для Росії!" |

6 серпня 1996 р. під політичним керівництвом Яндарбієва чеченські повстанці взяли штурмом Грозний (Операція «Джихад»). 16 серпня 1996 р. Яндарбієв і секретар Ради безпеки РФ генерал Олександр Лебедь оголосили про створення комісії для контролю за виконанням умов припинення вогню.
3 жовтня 1996 р. Яндарбієв очолив чеченську делегацію на чергових переговорах у Москві, російську — Віктор Черномирдін. Яндарбієв ввів у Чечні шаріатський суд.

### Президентські вибори
27 січня 1997 р. Яндарбієв набрав на виборах Президента Чеченської республіки Ічкерія 10,1 % голосів виборців (Басаєв набрав 23,7 % голосів, Масхадов — 59,7 %). Яндарбієв відмовився співпрацювати з переможцем виборів Асланом Масхадовим і перейшов в опозицію.

### Діяльність за кордоном
У жовтні 1999 р. був призначений особистим посланцем Президента ЧРІ — повноважним представником Масхадова в мусульманських країнах. У січні 2000 р. став представником ЧРІ в Афганістані, де бачився з лідером руху «Талібан» мулою Омаром. У результаті переговорів таліби офіційно визнали державу Чеченська республіка Ічкерія. Яндарбієв деякий час проживав в Об'єднаних Арабських Еміратах, багато подорожував ісламськими державами, але внаслідок дипломатичного тиску Росії єдиною державою, яка погодилась його прийняти, виявився Катар, де він поселився з дружиною і дітьми.

### Звинувачення у тероризмі
31 жовтня 2002 р. в Росії щодо Яндарбієва було порушено кримінальну справу за трьома статтями — участь у збройному заколоті, участь у незаконних збройних формуваннях, і замах на життя співробітників правоохоронних органів. Яндарбієва було оголошено у російський і міжнародний розшук, а в липні 2003 р. Комітет Ради безпеки ООН з санкцій стосовно талібів, організації «Аль-Каїда» та пов'язаних з ними осіб за пропозицією Росії вніс Яндарбієва до свого списку. Катар відмовився застосовувати будь-які санкції щодо колишнього Чеченського Президента.

### Загибель
13 лютого 2004 року в столиці Катару м. Доха був підірваний автомобіль, в якому експрезидент ЧРІ Яндарбієв повертався додому з мечеті разом з двома охоронцями та 13-річним сином Даудом. Охоронці загинули на місці, сина поранило, а Зелімхана Яндарбієва з тяжкими пораненнями доставили до лікарні, де він помер.
Ахмед Закаєв від імені керівництва ЧРІ заявив: «Немає ані найменшого сумніву у тому, що цей підлий терористичний акт, здійснений проти Зелімхана Яндарбієва, є справою рук російських спецслужб, які „в найкращих традиціях“ НКВД-КГБ зводять рахунки з найстійкішими прихильниками чеченської незалежності».
Натомість Голова пресбюро Служби зовнішньої розвідки Росії генерал Борис Лабусов заявив: «З 1959 року, коли Богдан Сташинський ліквідував у Німеччині Степана Бандеру, ні СЗР, ні ПГУ КДБ СРСР у подібних акціях участі не беруть».
За місяць катарські спецслужби заарештували трьох російських громадян за звинуваченням в організації теракту. Один із підозрюваних — дипломат Олександр Фетісов був відпущений, а ще двоє, що працювали в російському посольстві на технічних посадах, постали перед судом. Обидва — Анатолій Бєлашков і Василь Пугачов, були визнані винними й засуджені до 25 років ув'язнення. Під час судового процесу Москва докладала максимум зусиль для їхнього звільнення. Переговори відбувалися на найвищому рівні. Кремль обіцяв підвищити статус міждержавних відносин, забезпечити емірат сучасною російською зброєю за пільговими цінами. За інформацією з дипломатичних джерел у Катарі, Путін заявив, що готовий у майбутньому особисто відвідати емірат в рамках турне країнами регіону, щоб підняти міжнародний престиж невеликої країни. Доха пішла назустріч — Катар навіть прийняв нову редакцію кримінального кодексу, що дозволяла передачу вбивць для відбування покарання до країни проживання. Москва і Доха уклали відповідні двосторонні угоди. В останні дні грудня 2004 р. обидвох засуджених відпустили до Росії. У Москві літак із вбивцями зустріли килимовими доріжками та значним кортежем. А Федеральна служба виконання покарань так і не повідомила про місце та умови відбування покарання.